# سرتراشی (کشاورزی)
سَرتَراشی یا سَرزَنی (به انگلیسی: Topping)، فرآیندی است که در آن از یک ماشین چمن‌زنی یا ابزار مشابه برای برداشتن بخش هوایی یک محصول استفاده می‌شود تا از تشکیل بذر و پراکنش آن در خاک جلوگیری شود. به‌طور معمول، برای جلوگیری از تولید بذر و آلودگی بعدی خاک که سبب جوانه‌زدن و رشد دوباره می‌شود، یک محصول پوششی کنار گذاشته‌شده در ماه ژوئیه یا آگوست روی آن قرار می‌گیرد. به عنوان مثال، کنترل انتشار سازوی افشان در زمین‌های نمناک، مانند Purple Moor و Rush Pastures.